# Arroyo de La Cala
Arroyo de La Cala este o arie protejată (arie specială de conservare — SAC, sit de importanță comunitară — SCI) din Spania întinsă pe o suprafață de 16,83 ha, integral pe uscat.

## Localizare
Centrul sitului Arroyo de La Cala este situat la coordonatele 36°27′37″N 5°08′58″W / 36.4604°N 5.1495°V.

## Înființare
Situl Arroyo de La Cala a fost declarat sit de importanță comunitară în decembrie 2000 pentru a proteja 1 specie de plante și 3 specii de animale. Situl a fost protejat și ca arie specială de conservare în ianuarie 2015.

## Biodiversitate
Situată în ecoregiunea mediteraneană, aria protejată conține 7 habitate naturale: Galerii de Salix alba și de Populus alba, Pante stâncoase silicioase cu vegetație casmofită, Tufărișuri termo-mediteraneene și de pre-deșert, Pseudostepă cu ierburi și specii anuale de Thero-Brachypodietea, Galerii și tufărișuri riverane sudice (Nerio-Tamaricetea și Securinegion tinctoriae), Dehesas cu Quercus spp. perene, Păduri de Quercus suber.
La baza desemnării sitului se află mai multe specii protejate:
- plante (1): Galium viridiflorum
- mamifere (1): vidră de râu (Lutra lutra)
- pești (1): Pseudochondrostoma willkommii
- reptile (1): Mauremys leprosa